# Campionat d'Europa de Ciclisme BMX de 2018
El Campionat d'Europa de Ciclisme BMX de 2018 es va celebrar a Glasgow (Escòcia) el 10 i l'11 d'agost de 2018 sota l'organització de la Unió Europea de Ciclisme (UEC) i la Federació Britànica de Ciclisme.

## Resultats

### Homes
| Event | Or                      | Or     | Plata                  | Plata  | Bronze                 | Bronze |
| BMX   | Kyle Evans · Regne Unit | 34,715 | Kye Whyte · Regne Unit | 35,372 | Sylvain André · França | 35,458 |

### Dones
| Event | Or                             | Or     | Plata                                  | Plata  | Bronze                        | Bronze |
| BMX   | Laura Smulders · Països Baixos | 38,700 | Simone Tetsche Christensen · Dinamarca | 38,965 | Yaroslava Bondarenko · Rússia | 40,067 |

## Medaller
| Pos. | País          | Or | Plata | Bronze | Total |
| 1    | Regne Unit    | 1  | 1     | 0      | 2     |
| 2    | Països Baixos | 1  | 0     | 0      | 1     |
| 3    | Dinamarca     | 0  | 1     | 0      | 1     |
| 4    | França        | 0  | 0     | 1      | 1     |
| 4    | Rússia        | 0  | 0     | 1      | 1     |